# Giovanni Battista Frescura
Giovanni Battista Frescura (Calalzo di Cadore, 8 giugno 1921 – Padova, 25 giugno 1993) è stato un archeologo italiano.

## Biografia
Giovanni Battista Frescura è stato definito lo Schliemann cadorino, come lui, archeologo autodidatta con la passione per il mondo antico, influenzato tra l'altro dagli studi del Ciani e di Giovanni Fabbiani, localizzò, tra il 1949 ed il 1952, a Lagole (Calalzo di Cadore) uno dei santuari preromani più suggestivi del Veneto e di tutto l'arco alpino. L'importanza della stazione paleoveneta cadorina viene ad eguagliare, anche per il numero delle epigrafi e per l'ampiezza di materiali linguistici, la stipe atestina del fondo Baratela.

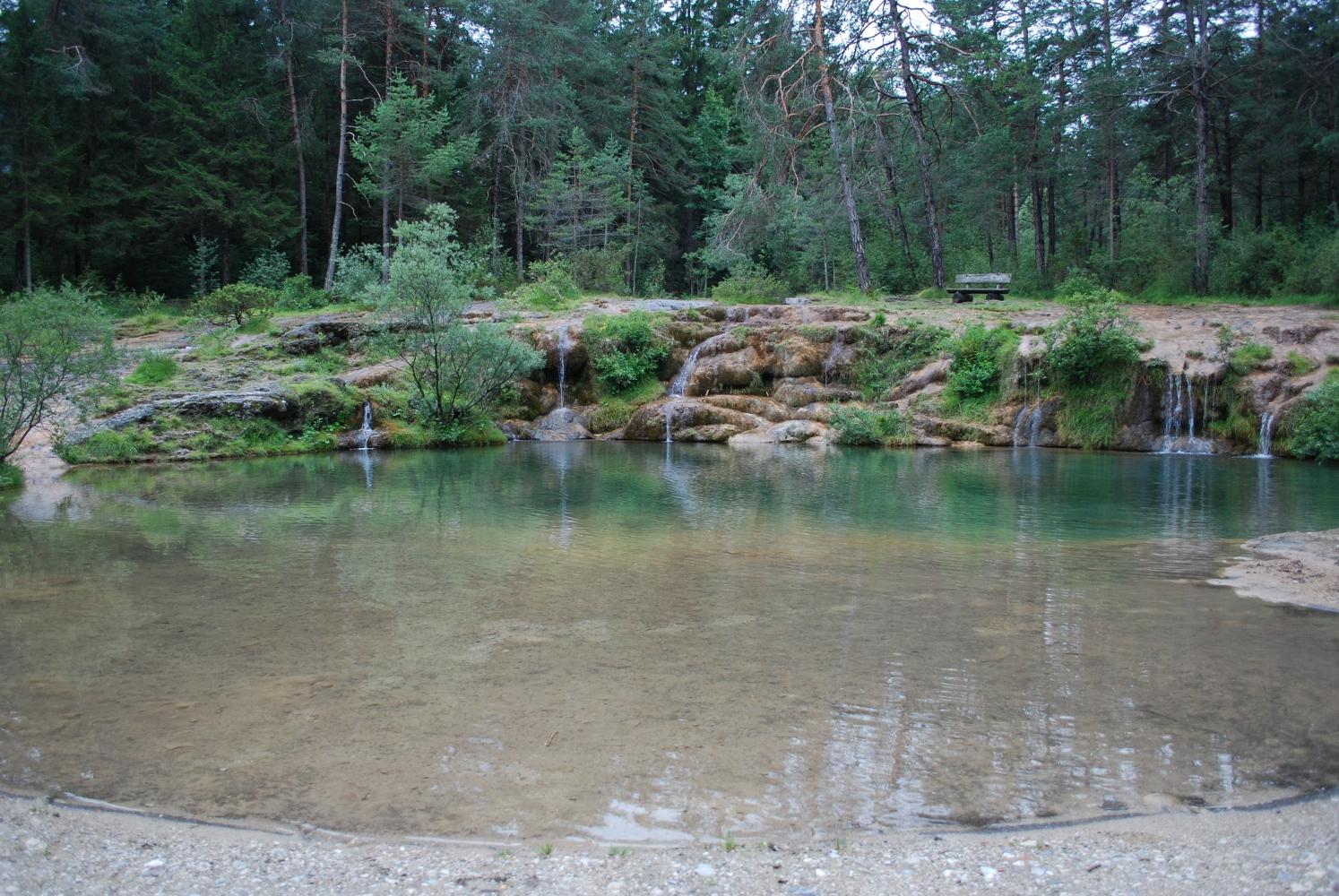
Sito archeologico di Lagole

Gli scavi archeologici hanno riportato alla luce una stipe votiva con abbondante materiale figurativo ed epigrafico; infatti, sono state rinvenute numerose statuine, pregiate lamine in bronzo (anche di notevoli dimensioni), una gran quantità di simpula votivi , nonché armi, spade e lance costituendo uno dei più cospicui nuclei di iscrizioni votive venetiche. La divinità venerata costituisce tuttora un problema non risolto con certezza, si tratta di una divinità "trina", "tricipite", "trimorfa" probabilmente una Ecate. Essa è espressa dall'attributo Trumusjatis che si alterna con Tribusjatis. È comunque sicuro che in epoca romana vi subentra un Apollo iatrico (guaritore) parallelamente al Beleno carnico.    
Fu una scoperta eccezionale, che ebbe notevole risonanza e mobilitò i più illustri studiosi italiani ed internazionali.  
Fu assunto alla Sovrintendenza di Padova dove trasferì la sua residenza nel 1952,  diventando assistente capo agli scavi, dopo aver superato brillantemente a Roma regolari concorsi nazionali. Dal 1947 al 1963 con la direttrice del Museo nazionale atestino Giulia de' Fogolari, si occupò di interventi di scavo e tutela nel territorio atestino. Partecipò a due missioni archeologiche dell'Università di Padova in Turchia, nel 1967, quindi in Cappadocia, nelle vicinanze di Kaiseri, nel 1968. Fu inviato a Lubiana, a Vienna ed a Helsinki per l'organizzazione di mostre e scambi culturali.